# Diskursethik
Als Diskursethik bezeichnet man solche ethischen Theorien, deren zentrales Kriterium daran geknüpft ist, dass die Richtigkeit ethischer Aussagen (präskriptiver Sätze) mit Hilfe eines nach Regeln mit vernünftigen Argumenten gestalteten Diskurses gewonnen wird. Diskursethik beinhaltet eine kognitivistische Metaethik, weil die Gemeinschaft der am Diskurs Beteiligten im idealen Fall feststellen kann, was richtig ist. Die Diskursethik unterscheidet sich von einer herkömmlichen Individualethik dadurch, dass ihre Ergebnisse in einem intersubjektiven Prozess zustande kommen. Sie ist damit auch als Mittel zur Lösung von über einen Einzelnen hinausgehenden Problemstellungen geeignet, also beispielsweise in der Politik und der globalen Ökonomie.
Die Diskursethik wurde vor allem im deutschsprachigen Raum von Karl-Otto Apel und Jürgen Habermas ab Anfang der 1970er Jahre entwickelt und hat auch internationale Beachtung gefunden. Ein wesentlicher Unterschied zwischen ihren beiden Positionen ist, dass Habermas auf den Versuch einer Letztbegründung verzichtet und sich nur auf allgemein anerkannte Diskursregeln bezieht, während Apel in der immer schon notwendigen Anerkennung des Anderen in der sprachlich vermittelten Kommunikation ein unhintergehbares Prinzip, ein „Apriori der Kommunikationsgemeinschaft“ sieht und daraus eine Legitimation der Moral folgert, die in der Praxis eine Verantwortungsethik begründet.
Inhaltlich ist die Diskursethik ein Verfahren, wie man allgemeingültige (universelle) Aussagen über allgemein anerkannte Moralprinzipien ermitteln kann. Sie baut dabei auf den Konsens aller an einer Kommunikation Beteiligten, die bereit sind, sich auf vernünftige Argumente einzulassen, wobei sie sich an einer idealen Sprechsituation orientieren, in der sie nur der Beschränkung einer fairen Beteiligung aller am Gespräch unterliegen. Als Verfahrensethik gibt die Diskursethik keinerlei konkrete Hinweise auf die Bewertung bestimmter moralischer Prinzipien. Diese sind jeweils erst in einem nachgelagerten praktischen Diskurs zu ermitteln und zu beurteilen.

## Vorgeschichte
Die bei Aristoteles in der Rhetorik und in der Topik ausgearbeitete Theorie der Argumentation, die noch bei Cicero (De oratore) bedeutsam war, spielte in der Philosophie des Mittelalters und der Neuzeit eine eher untergeordnete Rolle. Erst Herder, Hamann, Humboldt und Schleiermacher betonten wieder die Sprache als konstitutives Element des Denkens. Eine ausgearbeitete Theorie, wonach Kommunikation ein Instrument der Bestimmung der Wahrheit ist, findet sich bei Charles Sanders Peirce, für den Erkenntnis in einem (unendlichen) Prozess des gemeinsamen Forschens entsteht. (CP 5.407) Peirce' Ansatz einer pragmatischen Semiotik wurde in der Folge von George Herbert Mead und Charles W. Morris aufgenommen. Die kommunikative Bedeutung der Sprache findet sich weiterhin in der Figur der Sprachspiele bei Ludwig Wittgenstein und in der Theorie der Sprechakte von Austin und Searle.
Die Geltung von Aussagen in der argumentativen Diskussion thematisierten in der Folge Stephen Toulmin und Chaim Perelman  in der „neuen Rhetorik“, für die Argumente dadurch Geltung gewinnen, dass eine einsichtige, rationale Zuhörerschaft ihnen zustimmt. Erst hierdurch entsteht der Unterschied von Überredung und Überzeugung. Parallel entwickelten die Vertreter des Erlanger Konstruktivismus eine Dialogische Logik. Michel Foucault setzte sich 1971 in Die Ordnung des Diskurses kritisch mit dem Einfluss von Macht auf den praktischen Diskurs auseinander.
Auf der so skizzierten Grundlage begannen Apel und Habermas die Diskursethik ab Anfang der 1970er Jahre zu entwickeln. Ein weiterer Hintergrund war der mit den Vertretern des Kritischen Rationalismus geführte Positivismusstreit. Apel hat 1967 in Göteborg den Vortrag „Das Apriori der Kommunikationsgemeinschaft und die Grundlagen der Ethik“ gehalten, in dem er die These aufstellt, dass eine „rationale Argumentation die Geltung universaler ethischer Normen voraussetzt“. Habermas Ausgangspunkt ist seine Konsenstheorie der Wahrheit (1973). Im Weiteren hat er seine Überlegungen zu allgemeinen Prinzipien der Ethik nach der Veröffentlichung seiner allgemeinen Gesellschaftstheorie (Theorie des kommunikativen Handelns, 1981) im Jahr 1983 mit der Aufsatzsammlung „Moralbewußtsein und kommunikatives Handeln“ aufgenommen und konkretisiert. Im Laufe der Zeit haben sich mit der Transzendentalpragmatik (Apel) und der Universalpragmatik (Habermas) zwei Entwicklungslinien der Diskursethik herausgebildet, die sich durch wechselseitige Ergänzungen und Kritik gegenseitig befruchtet haben.

## Zielsetzung
Apel und Habermas ging es darum, zwischen Szientismus und Relativismus einen Weg zu finden, wie Normen universell begründbar sind, ohne sich dem skeptischen Argument Humes auszusetzen, dass ein Sollen aus einem Sein nicht ableitbar ist (Humes Gesetz). Habermas kritisiert explizit die Feststellung Alasdair MacIntyres, dass der Versuch einer Ethikbegründung aus der Vernunft gescheitert sei. (1) Die Diskursethik schließt damit an den Anspruch einer deontologischen Ethik Kants an. Sie geht von einem guten Willen aus, d. h. der Bereitschaft in einen rationalen Diskurs einzutreten. (2) Sie ist in gleicher Weise kognitivistisch, versucht also die Forderung nach einer Moral positiv zu begründen. Moralische Aussagen können wahr sein. (3) Sie ist universalistisch, beansprucht also ihre Gültigkeit gegenüber jedem und für jede Handlungssituation. Damit entspricht sie dem postkonventionellen Stadium der entwicklungspsychologischen Gerechtigkeitstheorie von Lawrence Kohlberg, auf den sowohl Apel als auch Habermas Bezug nehmen. (4) Sie ist wie der Kategorische Imperativ eine formalistische Verfahrensethik, gibt also ein grundsätzliches Prinzip an, auf welche Weise Handlungsnormen zu ermitteln sind. Die inhaltlichen ethischen Forderungen sind erst in den jeweiligen Diskursen zu bestimmen.
Der wesentliche Unterschied zu Kant besteht darin, dass die Bestimmung der ethischen Normen oder Maximen nicht individuell subjektiv erfolgen soll, sondern in einem intersubjektiven Dialog, der bestimmten Regeln unterliegt. Apel und Habermas sehen bei Kant einen solipsistischen Monolog, den es zu überwinden gilt. Im Gegensatz zu Kant gehen Apel/Habermas zudem von einer empirisch gegebenen Lebenswelt aus, deren Konflikte in einem praktischen Diskurs gelöst werden sollen. Apel kennzeichnet die Diskursethik als eine „Ethik der solidarischen Verantwortung derer, die argumentieren können, für alle diskursfähigen Probleme der Lebenswelt.“ Habermas beschreibt diese Sicht wie folgt:
„Die Abstraktionsleistungen, die eine formalistische Ethik erfordert, beziehen sich also nicht auf historische Randbedingungen und konkrete Inhalte der regelungsbedürftigen Konflikte, sondern auf etwas ganz anderes. Der hypothetische Blick des moralisch urteilenden Subjekts bringt einzelne problematisch gewordene Handlungen und Normen, gegebenenfalls auch eine Gesamtheit legitim geregelter interpersonaler Beziehungen, unter den Gesichtspunkt deontischer Geltung. Er schneidet diese nicht von dem Kontext der jeweiligen Lebenswelt, sondern von der selbstverständlichen Geltung, d. h. von den Evidenzen des lebensweltlichen Hintergrundes ab. Dadurch verwandeln sich die zum Problem gewordenen Normen in Sachverhalte, die gültig, aber auch ungültig sein können.“

## Die Prinzipien
Als Kern seiner Form der Diskursethik formulierte Habermas zwei Grundprinzipien, die einen ähnlichen Status haben wie bei Kant der kategorische Imperativ. Das Diskursprinzip „D“ besagt, dass Normen nur dann gültig sind, wenn sie „die Zustimmung aller Betroffenen als Teilnehmer eines praktischen Diskurses finden (oder finden könnten)“.
Das Diskursprinzip unterteilte Habermas in seiner rechtsphilosophischen Ausarbeitung Faktizität und Geltung außerdem in ein Moralprinzip, das fordert, das zu tun, was für alle gleichermaßen gut ist, sowie ein Demokratieprinzip „für solche Handlungsnormen, die in Rechtsform auftreten und mit Hilfe pragmatischer, ethisch-politischer und moralischer Gründe – nicht allein aus moralischen Gründen – gerechtfertigt werden können.“ Im Gegensatz zu Kant, der die Moral gegenüber dem Recht als vorrangig betrachtete, sind dies bei Habermas zwei gleichrangige Sphären. Später ergänzt Habermas, dass das Diskursprinzip auch für die „Beratungen eines politischen Gesetzgebers“ geeignet sei. Das Diskursprinzip dient also nicht nur der Grundlegung der Moral, sondern auch zur Begründung des modernen Rechtsstaates. Damit bleibt bei Habermas der Weg versperrt, moralische Erwägungen zur Grundlage der Rechtsgestaltung zu erheben. Anders hingegen Apel, der in der Konzeption eines moralisch neutralen Diskursprinzips die Gefahr einer Auflösung der Diskursethik sieht und feststellt: „Die Möglichkeit oder gar Notwendigkeit der völligen Ausklammerung der Moralität aus den Bereichen des Rechts und/oder der Politik darf keineswegs zugestanden werden, da dies offenbar gegen den ethischen Imperativ der diskursiven Mitverantwortung für die Folgen aller, auch gerade der kollektiven Tätigkeiten verstoßen würde.“ Ohne Moralanspruch sind für Apel die Diskurse nicht mehr symmetrisch, so dass auch die Gleichberechtigung der Diskursteilnehmer infrage gestellt ist.
Das Diskursprinzip wird gestützt durch das Prinzip der Verallgemeinerung, das Habermas das Universalisierungsprinzip „U“ nennt. Es „muß jede gültige Norm der Bedingung genügen, daß die Folgen und Nebenwirkungen, die sich jeweils aus ihrer allgemeinen Befolgung für die Befriedigung der Interessen eines jeden Einzelnen (voraussichtlich) ergeben, von allen Betroffenen akzeptiert (und den Auswirkungen der bekannten alternativen Regelungsmöglichkeiten vorgezogen) werden können.“ Erst mit der Stützung durch die Anforderung der Allgemeingültigkeit erreicht die Diskursethik einen Status wie der Kategorische Imperativ. Diese allgemeine Argumentationsregel ist „das Brückenprinzip […], welches Einverständnis in moralischen Argumentationen möglich macht“.
Die so aufgestellten Prinzipien gehen insoweit über den kategorischen Imperativ hinaus, als sie bestimmen, nach welchen Regeln eine Norm oder eine Maxime gewonnen werden kann bzw. werden sollte, die als allgemeines Gesetz anerkannt wird. Versucht man, wie Kant, dies nur aus eigenen Überlegungen heraus zu gewinnen, bleibt immer stillschweigend ein subjektiver Rest, auch wenn man sich um Fairness gegenüber anderen Standpunkten bemüht und in Gedankenexperimenten versucht, die Rolle eines anderen bei der Bewertung einer Norm einzugehen wie im universellen Präskriptivismus Hares oder wie bei der Vorstellung eines unparteiischen Beobachters bei Adam Smith. Allerdings ist der gedankliche Rollentausch auch nicht verzichtbar, sondern muss wechselseitig stattfinden und es muss abstrakt geprüft werden, „ob eine allgemeine Praxis unter vergleichbaren Umständen von jedem der potentiell Betroffenen aus der Sicht je seiner Interessenlage zwanglos akzeptiert werden könnte.“ Der von Mead beschriebene Rollentausch wird vom Universalisierungsgrundsatz erzwungen.
Die volle Universalisierbarkeit wird erst erreicht, wenn die Perspektiven von allen direkt oder indirekt von der Norm Betroffenen in ihre Bestimmung mit eingehen und sie ihr zustimmen können. Im Vergleich zu einer monologischen Beurteilung der Normen ist entscheidend, dass jeder Einzelne seine individuelle Perspektive in den Diskurs ungezwungen einbringen kann. Die Gründe für die Norm unterliegen der öffentlichen Kontrolle, so dass die Probleme der Trübung und des unvollkommenen Wissens weitgehend entfallen. Diese Reziprozität der Perspektive erzeugt den Zwang, die Perspektive des Anderen in die Norm einfließen zu lassen, und dadurch Unparteilichkeit. Die Diskursethik kommt in dieser Hinsicht ohne eine kontrafaktische Konstruktion wie dem Schleier des Nichtwissens bei John Rawls aus. Unausgesprochen bleibt in den Prinzipien, dass die Gültigkeit der Normen im Zeitverlauf nicht konstant sein kann, weil Interessen und die Abschätzbarkeit der Folgen und Nebenwirkungen sich verändern können, weil das Wissen hierüber sich weiter entwickelt hat. Den Übergang von der Subjektphilosophie bei Kant zum Prinzip des Diskurses betrachten Apel und Habermas zugleich als einen Übergang von der Gesinnungsethik zur Verantwortungsethik, weil im Diskurs der Anspruch auf Rechtfertigung von Gründen systematisch enthalten ist.
Apel übernimmt im Grundsatz das Universalisierungsprinzip von Habermas, sieht hierin aber „noch nicht das zureichende Prinzip einer postkonventionellen Verantwortungsethik.“ Das Universalisierungsprinzip allein löst noch nicht das „Problem der Realisierung der geschichtlich-gesellschaftlichen Bedingungen der Anwendung einer Diskursethik in einer Welt des primär strategischen Handelns der Selbstbehauptungssysteme.“ Apel formuliert deshalb das Universalisierungsprinzip als imperatives Handlungsprinzip (U(h)):
„Handle nur aufgrund einer Maxime, von der du, aufgrund realer Verständigung mit den Betroffenen bzw. ihren Anwälten oder – ersatzweise – aufgrund eines entsprechenden Gedankenexperiments, unterstellen kannst, daß die Folgen und Nebenwirkungen, die sich aus ihrer allgemeinen Befolgung für die Befriedigung der Interessen eines jeden einzelnen Betroffenen voraussichtlich ergeben, in einem realen Diskurs von allen Betroffenen zwanglos akzeptiert werden können.“
Von Bedeutung ist hierbei, dass Apel nicht auf eine Norm, sondern auf eine Maxime abstellt. Er geht hier insofern auf Kant zurück, als dass die konkrete Handlung sich an einer individuellen Absicht orientiert. In Hinblick auf die praktische Diskurssituation hält er zudem eine Einschränkung durch ein „Ergänzungsprinzip“ für erforderlich, weil ihm auch ein strategisches Diskursverhalten solange legitim  und sogar als „Pflicht zweiter Ordnung“ erscheint, solange nicht eine ideale Diskursgemeinschaft hergestellt ist. Wenn andere sich durch Gewalt unberechtigt Vorteile verschaffen, kann Gegengewalt gerechtfertigt sein. Das Ergänzungsprinzip fordert aber eine teleologische Orientierung an einem idealen Diskurs, nämlich: „Soviel Vorleistung im Sinne der strategiefreien Verständigung wie möglich, soviel strategische Vorbehalte aufgrund einer Risikoeinschätzung wie nötig.“ Der Adressat der Moral soll die in der Praxis bestehenden Regeln der Universalisierbarkeit mindestens bewahren, möglichst aber verbessern. Mit diesem auf konkrete Handlungen ausgerichteten Konzept verlässt Apel den Ansatz einer rein abstrakten Normendiskussion und trennt sich an dieser Stelle über die Frage der Letztbegründung (s. u.) hinaus von Habermas. Die allgemeine Prinzipienebene ist als Unterbau der „Teil A“ der apelschen Diskursethik, während die auf die jeweils geschichtliche Situation abstellende Konkretisierung der Relevanz für das Handeln von ihm als „Teil B“ bezeichnet wird. Dieser Teil B hat „die Aufgabe, den kontrafaktischen Charakter der gleichwohl notwendigen Antizipation des Ideals als Problem einer geschichtsbezogenen Verantwortungsethik eigens zu berücksichtigen.“ Apels Anliegen ist das „einer situationsangemessenen Vermittlung zwischen strategisch vorbehaltsloser – z. B. aufrichtiger und überredungsfreier – Verständigung mit Kontrahenten und solchen strategischen Praktiken – wie z. B.  Angebote und Vergeltungsandrohungen in harten Verhandlungen –, die  vom legitimen Interesse  der Selbstbehauptung diktiert werden.“ Dabei muss auch strategisches Verhalten moralisch stets konsensfähig bleiben. Auf diese Weise ergibt sich eine systematische Antwort auf „die Dialektik von realer Konsensgemeinschaft und idealer Argumentationsgemeinschaft“.
Wolfgang Kuhlmann hat das allgemeine Moralprinzip differenziert und unterschied vier „Grundnormen“, die ihrerseits sowohl das Universalisierungsprinzip als auch das apelsche Ergänzungsprinzip erfassen.:
(N 1): Argumentiere rational.
(N 2): Bemühe dich um einen vernünftigen Konsens.
(N 3): Bemühe dich in allen Fällen, in denen deine Interessen mit denen anderer kollidieren können, um einen vernünftigen praktischen Konsens mit ihnen.
(N 4): Bemühe dich stets darum, zur (langfristigen) Realisierung solcher Verhältnisse beizutragen, die der idealen Kommunikationsgemeinschaft näher kommen, und trage stets Sorge dafür, daß die schon existierenden Bedingungen der möglichen Realisierung einer idealen Kommunikationsgemeinschaft bewahrt werden!
Die vierte Norm berücksichtigt, „daß der praktische Diskurs unter bestimmten Umständen auch suspensiert werden kann, bis durch strategisches Handeln allererst Ausgangsbedingungen realisiert werden, die es überhaupt sinnvoll und verantwortbar erscheinen lassen, in einen praktischen Diskurs mit Beteiligten und Betroffenen einzutreten.“
Die Formulierung des Diskursprinzips, des „Kategorischen Imperativs der Diskursethik“, durch Dietrich Böhler stellt den Konsens als regulative, aber unbedingt verbindliche Idee in den Vordergrund, der sich aus der dialogischen Reziprozität ergibt:
„Bemühe dich um diejenige Argumentation und diejenige Handlungsweise, welche die begründete Zustimmung aller als Partner in realen, rein argumentativ geführten Diskursen finden würde“.

## Begründungsproblem
Aus den abstrakten Prinzipien lässt sich noch nicht unmittelbar eine Begründung für moralisches Handeln geben. Apel versucht diese Begründung aus dem Apriori der Kommunikationsgemeinschaft abzuleiten. In einer Argumentationsgemeinschaft vollzieht der Mensch durch performative Äußerungen kommunikative Handlungen, mit denen er einen Anspruch auf Geltung erhebt.
„Lügen z. B. würde offenbar den Dialog der Argumentierenden unmöglich machen, aber dasselbe gilt schon auch für die Verweigerung des kritischen Verständnisses bzw. der Explikation und Rechtfertigung von Argumenten. Kurz: In der Argumentationsgemeinschaft ist die wechselseitige Anerkennung aller Mitglieder als gleichberechtigte Diskussionspartner vorausgesetzt.“
Apel erkennt den von Hans Albert gegen eine Letztbegründung vorgebrachten Einwand  des Münchhausen-Trilemmas für den Versuch einer formallogischen Deduktion von Erkenntnis an, behauptet aber, dass dieser nicht umfassend ist. Indem der Gegner des Universalisierungsanspruchs das Münchhausen-Trilemma anwendet, erkennt er bereits Grundprinzipien der Argumentation an. Andernfalls begeht er einen „performativen Widerspruch“. Deshalb muss eine „Reflexion auf die subjektiv-intersubjektiven Bedingungen der Möglichkeit intersubjektiv gültiger Argumentation“ erfolgen.
Habermas verzichtet auf eine solche aktive Begründung. Es gibt für ihn „keinen Metadiskurs, auf den wir uns zurückziehen könnten, um die Wahl zwischen verschiedenen Formen der Argumentation zu begründen.“ Stattdessen betrachtet er seine Diskursregeln als Maßstab für jeden praktischen Diskurs, der stets herangezogen werden muss, wenn die Geltung einer Norm im Diskurs geklärt werden soll. „Der Universalisierungsgrundsatz „U“ ist gewiss durch „D“ inspiriert, aber vorerst nicht mehr als ein abduktiv gewonnener Vorschlag.“ Der sachliche Gehalt eines Diskurses kann nicht aus den Prinzipien einer Diskursethik abgeleitet werden, sondern ist etwas von außen Vorgegebenes. Die Diskursethik ist der „Prüfstein“ (Kant), ob eine Norm dem allgemeinen Prinzip der Moral standhält.
„Der diskursethische Grundsatz nimmt auf eine Prozedur, nämlich die diskursive Einlösung von  normativen Geltungsansprüchen Bezug; insofern läßt sich die Diskursethik mit Recht als formal kennzeichnen. Sie gibt keine inhaltlichen Orientierungen an, sondern ein Verfahren: den praktischen Diskurs. Dieser ist freilich ein Verfahren nicht zur Erzeugung von gerechtfertigten Normen, sondern zur Prüfung der Gültigkeit vorgeschlagener und hypothetisch erwogener Normen. Praktische Diskurse müssen sich ihre Inhalte geben lassen. Ohne den Horizont der Lebenswelt einer bestimmten sozialen Gruppe, und ohne Handlungskonflikte in einer bestimmten Situation, in der die Beteiligten die konsensuelle Regelung einer strittigen gesellschaftlichen Materie als ihre Aufgabe betrachteten, wäre es witzlos, einen praktischen Diskurs führen zu wollen. Die konkrete Ausgangslage eines gestörten normativen Einverständnisses, auf die sich praktische Diskurse jeweils als Antezedens beziehen, determiniert Gegenstände und Probleme, die zur Verhandlung »anstehen«. Formal ist mithin diese Prozedur nicht im Sinne der Abstraktion von Inhalten. In seiner Offenheit ist der Diskurs gerade darauf angewiesen, daß die kontingenten Inhalte in ihn „eingegeben“ werden. Freilich werden diese Inhalte im Diskurs so bearbeitet, daß partikulare Wertgesichtspunkte als nicht konsensfähig am Ende herausfallen.“
Sowohl Habermas als auch Apel sind hinsichtlich ihres sprachpragmatischen Begründungsanspruchs aus verschiedenen Argumenten heraus kritisiert worden, die weitgehend dahin gehen, dass es ohne eine Willensentscheidung des Argumentierenden, in den Diskurs einzutreten, keine logische Brücke für ein Moralprinzip gebe. Damit wären die Diskursprinzipien aus Sicht der Kritiker nicht universell gültig, sondern wären nur Klugheitsregeln der kommunikativen Praxis. Daher könne die Diskursethik aber die schon bei Kant bestehende Begründungsproblematik nicht überwinden. Dies wird auch von Apel und Habermas zugestanden, wobei sie aber darauf bestehen, dass in der Praxis die Evidenz des Argumentationszusammenhangs nicht aufgehoben werden kann. Insbesondere lehnen die Diskursethiker die These ab, dass der Diskurs ein besonderes Sprachspiel neben anderen sei. „Der Diskurs ist keine Sonderpraxis. Die Argumentations-Situation ist vielmehr, wie die Vernunft (das Gewissen und ähnliche Kompetenzen), in dem Sinne ‚ubiquitär‘, daß man sich nicht durch Schweigen oder überhaupt dadurch, daß man etwas anderes tut als zu argumentieren, dem Legitimationszwang entziehen kann.“

## Diskursregeln
Allgemein fordert Habermas in der Art eines Kategorischen Imperativs nach Kants Grundlegung zur Metaphysik der Sitten: „Handle verständigungsorientiert und lasse einem jeden die kommunikative Freiheit […]“. Dies bedeutet für die Geltung von Argumenten idealerweise Verständlichkeit, Wahrheit, Richtigkeit und Wahrhaftigkeit. Habermas formuliert in Anlehnung an Robert Alexy (Diskurstheorie des Rechts) beispielhaft konkrete Diskursregeln, die für den Universalisierungsgrundsatz „U“ konstitutive Verfahrensregeln sind.
- Logisch-semantische Regeln ohne ethischen Gehalt:

1.1 Kein Sprecher darf sich widersprechen.
1.2. Jeder Sprecher, der ein Prädikat F auf einen Gegenstand a anwendet, muss bereit sein, F auf jeden anderen Gegenstand, der a in allen relevanten Hinsichten gleicht, anzuwenden.
1.3. Verschiedene Sprecher dürfen den gleichen Ausdruck nicht mit verschiedenen Bedeutungen benutzen.
- Dialektische Regeln mit ethischem Gehalt, die eine reziproke Anerkennung voraussetzen:

2.1. Jeder Sprecher darf nur das behaupten, was er selbst glaubt.
2.2. Wer eine Aussage oder Norm, die nicht Gegenstand der Diskussion ist, angreift, muss hierfür einen Grund angeben.
- Rhetorische Regeln zu Sicherung einer gewaltfreien und chancengleichen Teilnahme am Diskurs:

3.1. Jedes sprach- und handlungsfähige Subjekt darf an Diskursen teilnehmen.
3.2.
(a) Jeder darf jede Behauptung problematisieren.
(b) Jeder darf jede Behauptung in den Diskurs einführen.
(c) Jeder darf seine Einstellungen, Bedürfnisse und Wünsche äußern.
3.3. Kein Sprecher darf durch innerhalb oder außerhalb des Diskurses herrschenden Zwang daran gehindert werden, seine in 3.1 und 3.2 festgelegten Rechte wahrzunehmen.
Diese Regeln, die eine „ideale Sprechsituation“ beschreiben, dienen dazu, einen möglichst herrschaftsfreien Diskurs herzustellen. Sie sind in einer pragmatisch ausgezeichneten Redepraxis stillschweigend enthalten und intuitiv gewusst. Es handelt sich daher nicht um bloße Konventionen, sondern um „unausweichliche Präsuppositionen, d. h. ihre Verletzung führt zu performativen Widersprüchen. Eine Lüge ist z. B. kein Argument, das überzeugt, sondern der Versuch, jemanden zu überreden.“ Die Diskursregeln sind kontrafaktisch und gelten im idealen Diskurs. In der praktischen Anwendung haben sie die Funktion eines Maßstabes, auch wenn allen Diskursteilnehmern bewusst sein muss, dass sie niemals vollständig zu realisieren sind. Gerade deshalb müssen empirische Diskurse durch konventionelle institutionalisierte Vorkehrungen (z. B. Geschäftsordnungen) geleitet werden.
Auch Böhler verweist darauf, dass ein Diskurs nur gelingen könne, wenn die Argumentierenden wahrhaftig und verlässlich sind. Wahrhaftig fordert, dass Wort und Absicht übereinstimmen, und verlässlich meint, dass das Handeln der Rede entspricht. Die von Habermas aufgestellten Geltungsansprüche formuliert Böhler als Erwartungen an die Akzeptierbarkeit von Handlungen:
„Zustimmungswürdig ist eine Handlungsweise genau dann, wenn alle möglichen Diskurspartner die komplexe Handlung von N.N. (samt ihrem Begleitdiskurs)
(1.) nicht allein semantisch als Vollzug eines bestimmten Schemas, sondern zugleich pragmatisch als nachvollziehbare Antwort auf eine verstandene Situation und insofern als Vorlage für einen prüfbaren Diskursbeitrag verstehen würden, nämlich performativ und propositional,
(2.) wenn sie dieselbe auch interpersonal als von dem Akteur nicht etwa vorgespielt, sondern als wahrhaftig intendiert bzw. aufrichtig gewollt ernst nehmen und moralisch schätzen würden, mithin als eine glaubwürdige Äußerung bzw. Lebensäußerung von moralischer Qualität,
(3.) wenn sie dieselbe auch als moralisch richtig, d. h. gerecht gegenüber Betroffenen und als legitim gegenüber moralischen Argumentationspartnern annehmen und
(4) wenn sie deren impliziten propositionalen Gehalt, insbesondere die von der Handlung ins Spiel gebrachten Annahmen (über eine Situation in der Welt) als wahr erkennen würden.“
Neben den expliziten Diskursregeln nehmen Diskursethiker eine ideale Sprechsituation an, die implizit eine Verpflichtung gegenüber den anderen Diskursteilnehmern enthält, die Böhler wie folgt beschreibt:
„Eine Rolle im argumentativen Dialog zu übernehmen, also etwas zu verstehen geben und geltend machen zu wollen, bedeutet, sechs vorgängige Dialogversprechen als absolut verbindlich anerkannt zu haben. Dadurch, dass >ich< anderen im Diskurs überhaupt etwas zu verstehen gebe, habe >ich< als deren Dialogpartner versprochen,
(1.) mich selbst zu verantworten, d. h. mich den anderen mit prüfbaren Diskursbeiträgen als autonomer Diskurspartner zur Verfügung zu stellen, indem >ich< mich um pragmatisch widerspruchsfreie und sachlich geltungsfähige Dialogbeiträge bemühe,
(2.) die nicht begrenzbare Gemeinschaft aller möglichen Anspruchssubjekte, mithin das Universum der sinnvollen Argumente bzw. der sinnvoll argumentierbaren Lebensansprüche als letzte Sinn- und Gültigkeitsinstanz, (selbst- und ergebniskritisch) anzuerkennen, also auch nach möglichen besseren Argumenten zu suchen,
(3.) allen anderen gleiche Rechte als Dialogpartner zuzuerkennen, was die unbedingte Achtung ihrer Lebens- und Freiheitsrechte einschließt (so dass sich daraus der Menschenwürdegrundsatz herleiten lässt)
(4.) mitverantwortlich für den Diskurs als Möglichkeit der Verantwortung jetzt und in Zukunft zu sein, also auch für die – nur in situationsbezogenen, falliblen Diskurse mögliche – Ermittlung und die jeweils mögliche Gewährleistung resp. Verbesserung von (menschen-)rechtlichen, ökologischen, sozialen, politischen etc. Realisierungsbedingungen öffentlicher Diskurse,
(5.) mitverantwortlich für die Verwirklichung der entsprechenden Diskursergebnisse in den alltagsweltlichen, politischen, gesellschaftlichen und kulturellen Praxisfeldern zu sein,
(6.) hierbei die Fallibilität von Situationsanalysen und situationsbezogenen Diskursen zukunftsverantwortlich zu berücksichtigen, also deren Ergebnis revisionsfähig zu halten, statt irreversible Handlungsweisen zu empfehlen, deren Folgen oder Nebenfolgen mit den anderen Diskursversprechen unverträglich sein können.“
Durch diese inhaltlich aufgefüllte Charakterisierung der Dialogpflichten leitet Böhler argumentativ unmittelbar in praktische Diskurse über, deren Gestalt und Gehalt sich aus den Prinzipien der Diskursethik nicht unmittelbar ableiten lassen, sondern deren Begründung und Legitimität eines jeweils eigenständigen, nachgelagerten Diskurses bedürfen.

## Anwendungsfragen
Neben der reinen Begründungsfrage der Diskursethik gibt es eine breite Diskussion darüber, wie die Prinzipien der Diskursethik in praktischen Diskursen zur Geltung kommen können. „Auf welche Weise können und sollen wir unser Verhalten am diskursethischen Moralprinzip orientieren?“ Robert Alexy spricht hier von „Diskursen eigener Art“. Dass die Anwendungsfragen eine gesonderte Ebene der Diskursethik ansprechen, hat besonders Klaus Günther herausgestellt. Als Anwendungsproblem wird die Frage diskutiert, auf welche Weise das abstrakte Diskursprinzip auf konkrete Diskurse angewendet werden soll. Es behandelt nicht die Inhalte konkreter Diskurse oder Entscheidungsprobleme, sondern die „Grammatik des Diskurses“ in Form einer „rekonstruktiven Pragmatik“. Damit gehört insbesondere der Teil B der apelschen Form der Diskursethik als Vermittlung zwischen dem allgemeinen Moralprinzip und dem Besonderen in diesen Bereich. Auf der Anwendungsebene wird gefragt, wie Recht und Politik aufeinander bezogen sind, wie der Begriff des Konsenses zu fassen ist, wie ein angemessenes Verhältnis von Staatsbürger und Staat zu bestimmen ist, welche Bedeutung dem Thema Gerechtigkeit zukommt, in welcher Beziehung die Diskursethik zur Frage des guten Lebens steht, wie sie im Vergleich zu anderen Ethikkonzepten (Kontraktualismus, Kommunitarismus, Tugendethik oder Utilitarismus) zu beurteilen ist oder ob es besondere Anforderungen an die Diskursethik aus bestimmten Sphären der Lebenswelt gibt. Apel vertritt die Auffassung, „daß die Diskursethik die einzige Ethikkonzeption ist, welche gleichsam von Hause aus der Forderung nach einer postkonventionellen Makroethik universaler Mitverantwortung entspricht.“ Hierfür spricht nach Apel zum einen, dass das Diskursprinzip jeden Beteiligten für das Gelingen eines Diskurses verantwortlich macht und so die Anerkennung des Anderen mit der Mitverantwortung verknüpft. Zum anderen beinhalte die Idee des Diskurses im Gegensatz zur Individualethik das Instrumentarium, die Aufteilung und Regelung der Mitverantwortung zu gestalten, also die prozedurale Steuerung kollektiver Tätigkeiten „im planetaren Maßstab“ zu ermöglichen.
Ein grundlegendes Anwendungsproblem entsteht, wenn man wie Apel Moral dem Recht vorordnet, wie aus der Diskursethik staatlicher Zwang zur Durchsetzung des Rechts gerechtfertigt werden kann. Zu dieser von Otfried Höffe geäußerten Kritik verweist Apel auf die Brücke zur empirisch-praktischen Lebenswelt, die durch sein Ergänzungsprinzip hergestellt wird, so „daß es in strategisch verzerrten Interaktions- und Kommunikationssituationen moralisch geboten sein kann, offene oder versteckte Gewalt (z. B. Täuschung) als Anti-Gewalt-Gewalt bzw. Strategiekonterstrategie anzuwenden“. Wichtig ist, dass die strategisch eingesetzte Gewalt durch Regeln bestimmt und begrenzt wird. Gerade die „Begrenzungen und Differenzierungen der Zwangsbefugnisse des Staates“ geben dem Bürger die Freiheit, moralisch zu handeln. Die Begründung, warum Gerechtigkeit das Leitprinzip in einem Staat sein soll, bleibt in jedem ethischen Konzept offen. Man muss wie Kant ein Faktum der Vernunft oder wie Rawls einen Gerechtigkeitssinn annehmen. „Zu diesen Einwänden ist zu sagen, daß die niemals auszuschließende Verweigerung der willentlichen Bekräftigung der Anerkennung des Prinzips überhaupt nicht zum Begründungsproblem der Ethik gehört. Insofern kann diese Verweigerung auch nicht als Argument zählen (vgl. Apel 1973, 413 gegen Popper), das zu einer Fortsetzung der Begründung zwingen könnte. Eine Grenze der transzendentalpragmatischen Diskursethik liegt hier allerdings vor, aber nicht eine Unvollständigkeit der rationalen Begründung, sondern eine Sinngrenze jedes kognitivistischen, d. h. an Einsicht appellierenden, Begründungsprogramms gegenüber der Problematik des (guten oder bösen) Willens. Hier lag das gute Recht des Voluntarismus seit Duns Scotus; aber der Dezisionismus, der Letztbegründung durch Letztentscheidung ersetzen will, ist eine Perversion des Voluntarismus.“
Micha Werner verweist darauf, dass die Diskursprinzipien nur eine negative Gültigkeit beanspruchen können. Ein Argument, das den Diskursregeln entspricht, kann möglicherweise gültig sein, muss aber nicht gültig sein. Entsprechend stellt Habermas fest: „Eine moralische Verbindlichkeit kann sich aus der gleichsam transzendentalen Nötigung unvermeidlicher Argumentationsvoraussetzungen alleine nicht ergeben; sie haftet vielmehr den speziellen Gegenständen des Diskurses an – den in ihn eingeführten Normen, auf die sich die in der Beratung mobilisierten Gründe beziehen.“ Der moralische Anspruch ergibt sich erst aus dem Anspruch auf Wahrhaftigkeit der Diskursteilnehmer; denn erst dann ist sichergestellt, dass das Argument nicht nur strategisch vorgetragen wird, sondern die Gültigkeit für alle Diskursteilnehmer einschließlich des Argumentierenden beansprucht. Deshalb ist Wahrhaftigkeit konstitutiv für den idealen Diskurs.
Ein Anwendungsproblem ist auch die in jeder Ethik zu beantwortende Frage, „wer alles es ist, demgegenüber wir moralische Verpflichtungen haben.“ Besondere Relevanz bekommt die Frage bei den Moralobjekten, die ihre eigenen Ansprüche nicht selbst geltend machen können, also bei Themen wie der Verantwortung für die Zukunft, der Umweltethik, der Tierethik oder in der Medizinethik. Aus dem Diskursprinzip selbst leitet sich ein derartiger indirekter Anspruch auf Berücksichtigung von Interessen und Bedürfnissen nicht argumentationsfähiger Subjekte nicht ab, weil die im Diskurs angenommene Reziprozität fehlt. Zur Einbeziehung anderer Ansprüche bedarf es eines asymmetrischen nichtreflexiven Arguments. Die Praxis der Begründungen zeigt nach Werner, dass es jedoch kein Argument gibt, dass eine rationale Argumentation für moralische Achtung ohne Reziprozität als gültig erscheinen lässt. Die vielfältig vorgetragenen Gründe appellieren regelmäßig an die Intuition oder an das Mitgefühl. Dies gilt für die Einbeziehung potenziell argumentationsfähiger Lebewesen (Embryonen, Behinderte, Demente) ebenso wie für das Eintreten für alle Lebewesen, die zur eigenen Art gehören, weil sie normalerweise diskursfähig wären. Am wirksamsten erscheint das Argument, alle die einzubeziehen, die gleich gelagerte Interessen und Bedürfnisse haben (z. B. Vermeidung von Schmerzen, Aufrechterhaltung des Lebens), unabhängig davon, ob sie diskursfähig sind und ihnen ein Recht auf (anwaltliche) Vertretung zuzusprechen, wie dies Apel in seiner Variante des imperativen Universalisierungsgrundsatzes „U (h)“ getan hat.
Das Ergänzungsprinzip nach Apel, das als Realisierungs- und Erhaltungsprinzip den Übergang des reinen Verfahrensprinzips zur Diskurspraxis beschreibt, „kennzeichnet“ – so Dietrich Böhler – „den Übergang von der Legitimationsebene zur Verantwortungsebene“. Böhler leitet daraus die Begründung der Menschenwürde, wie sie als oberste gesellschaftliche Norm im deutschen Grundgesetz formuliert ist, ab. „Die Diskursethik kann die rechtsethische Zentralnorm insoweit begründen, als diese auf die Unverletzlichkeit der Person, die Anerkennung ihres Anspruchs auf freies Urteil, einschließlich Gewissensfreiheit und auf den Schutz der freien Kommunikation verpflichtet.“ Einschränkend betont Böhler aber, dass der Wertbegriff „Menschenwürde“ in der inhaltlichen Ausgestaltung einem geschichtlichen Wandel unterliegt, was sich in praktischen Diskursen zur Gentechnologie, zur Abtreibung, zur Euthanasie oder zu Freiheitsrechten niederschlägt. Eine ähnlich gelagerte Frage ist, ob Volksabstimmungen oder ein parlamentarisches System eher geeignet sind, den Ansprüchen der Diskursethik zu genügen. Die Grenzen einer solchen inhaltlichen Gestaltung ergeben sich aus der Forderung der Diskursethik nach wechselseitiger Anerkennung einer pluralen Vernunft, d. h. die geschichtlichen Wertsetzungen sind nicht an die individuelle und dadurch subjektive Rationalität eines Einzelnen gebunden. „Sowohl die dialogische Form des Verfahrens der Urteilsbildung (mit prozedural geregelter wechselseitiger Anerkennung der Beteiligten) wie auch das, zwar kaum je einlösbare, aber als verpflichtend ernst zu nehmende und selbstkritisch anzustrebende, Endziel des argumentativen Konsensus enthält das geltungslogische Primat der Richtigkeit und Wahrheit gegenüber der Angemessenheit.“ Indem die Diskursethik die Anerkennung der Menschenwürde beinhaltet, ist sie für Böhler nicht nur formal, sondern leistet „eine moralische Orientierung der persönlichen Urteilsbildung“.
Wolfgang Kuhlmann thematisiert die Frage, ob Aussagen wie „Du sollst nicht lügen“ oder „Versprechen sind zu halten“, also allgemeine Normen, wie sie im Universalisierungsprinzip angesprochen sind, überhaupt das moralisch Richtige zum Ausdruck bringen können. Normen sind nach Albrecht Wellmer insbesondere vor dem Hintergrund eines begrenzten Wissens und einer begrenzten Zeit entweder zu allgemein, so dass es regelmäßig zu Normenkonflikten kommt, oder so speziell und detailliert, dass sie den Charakter der Allgemeingültigkeit verlieren. Für ihn entwirft die Diskursethik eine utopische Vorstellung, die an der Praxis der geschichtlichen und kulturellen Lebensformen und anderen Sinnpotenzialen vorbeigeht. Habermas hat sich bei der Zurückweisung dieses Einwandes auf Klaus Günther gestützt. Die Aufgabe des Anwendungsdiskurses ist es nach Habermas, die Angemessenheit einer Norm und die Kohärenz ihrer Stellung in einem Regelsystem zu prüfen, so dass im konkreten Fall eine ausreichende Interpretationsbasis vorhanden ist. „Wir würden den diskursiven Charakter der öffentlichen Meinungs- und Willensbildung missverstehen, wenn wir glauben, den realen Gehalt allgemeiner Argumentationsvoraussetzungen zu einem Modell reiner kommunikativer Vergesellschaftung hypostasieren zu dürfen.“ Kuhlmann betont, dass die Norm jeweils nur einen Typ einer Handlungssituation beschreiben kann und für den konkreten Anwendungsbezug daher jeweils noch eine möglicherweise komplexe Analyse vor dem Hintergrund des allgemeinen Moralprinzips erforderlich wird. Die Funktion der Diskursethik liegt für ihn deshalb vor allem in der Begründung des Moralprinzips, damit dieses situationsbezogen zur Anwendung kommt. „Ich plädiere also – mit Wellmer – für eine handlungsdeontologische Auffassung von Diskursethik.“
Matthias Kettner weist darauf hin, dass das der Diskursethik zugrunde liegende Prinzip einen bevormundenden Paternalismus verbietet. Des Weiteren kann die Diskursethik als Verfahrensethik anderen Ethikkonzepten wie dem Kontraktualismus oder dem Utilitarismus vorgelagert werden, um deren Anwendungsbereich zu bestimmen, also einen „Einheitsfokus“ der Moral schaffen. Auf diese Weise wird verhindert, „daß ex cathedra (durch moralische „Experten“) oder per definitionem (durch begrifflich-theoretische Vorentscheidungen) den handelnden Personen, die mit einer im Praxisbereich Pb auftauchenden, schwierigen Situation moralisch richtig umgehen wollen, eine Moraltheorie übergestülpt wird, die sie gar nicht als relevant für Pb anerkannt haben.“ Umgekehrt bedeutet das Verbot einer Bevormundung nicht, dass in der praktischen Lebenswelt auf strategisches Argumentieren und Handeln verzichtet werden kann. Dies ist dann aber immer eine diskursiv verteidigbare „Strategiekonterstrategie“, die das Ziel eines idealen Diskurses nicht aus dem Auge verlieren darf. In diesem Sinne folgt strategisches Verhalten der regulativen Idee der Minimierung von Unrecht.

## Praktische Diskurse
Die Themen praktischer Diskurse sind die Themen angewandter Ethik und betreffen damit nahezu alle Gebiete des praktischen Lebensvollzugs. Schwerpunkte sind Fragen der Medizinethik, der Wirtschaftsethik, der Umweltethik, der Euthanasie, der Genetik, Fragen, wie soziale Gerechtigkeit zu bestimmen ist, wie Generationengerechtigkeit oder ein interkultureller Dialog angemessen hergestellt werden können. Praktische Diskurse sind geschichtlich und fallibel. Sie müssen deshalb offen für Revisionen bleiben. Als Verfahrensethik kann die Diskursethik zu diesen Themen keinen inhaltlichen Beitrag leisten. Sie kann nur Stellung nehmen, ob der Diskurs so geführt wird, dass er dem Ideal einer freien, rationalen Argumentationsgemeinschaft möglichst nahekommt, und was möglicherweise getan werden kann, die Diskursbedingungen zu verbessern.
„Der weiteste Rahmen für die Diskursethik, verstanden als kritische Theorie der Ethik in der Gesellschaft, ist vielleicht durch die Aufgabe bezeichnet, eine normative Theorie derjenigen sozialen Rationalität zu entwickeln, die ‚für einen rationalen Diskurs über Ordnungen des menschlichen Zusammenlebens‘ (Rainer Lepsius) maßgeblich sind.“ Philosophen ist es nicht untersagt, an praktischen Diskursen teilzunehmen. Dies geschieht auf vielfältige Weise. Und dies haben auch Apel und Habermas immer wieder getan. Es gilt nur zu kennzeichnen und deutlich zu machen, dass ihre Stellungnahmen zur Lebenspraxis ein Teil des Diskurses sind und nicht Bestandteil der übergeordneten Verfahrensethik.
Ein typisches Beispiel für einen praktischen Diskurs ist die Wirtschaftsethik, in der die Theoretiker darüber streiten, auf welche Art und Weise ethische Maßstäbe in der Sphäre der Wirtschaft wirksam werden sollen. Das Spektrum reicht von Karl Homann, der dafür plädiert, der Wirtschaft einen politischen Rahmen zu setzen und im Weiteren den wirtschaftenden Subjekten zuzugestehen, dass sie sich innerhalb dieses Rahmens nach dem Prinzip der Rationalität bewegen dürfen, bis zu Peter Ulrich, der in seiner integrativen Wirtschaftsethik für jedes wirtschaftliche Handeln die Berücksichtigung ethischer Maßstäbe fordert und versucht, dies diskursethisch zu begründen.

## Rezeption
Detlef Horster kritisiert den von Apel und Habermas gegenüber Kant erhobenen Solipsismusvorwurf. Wenn Kant die Frage nach „der Allgemeingültigkeit und Notwendigkeit unserer Erkenntnis“ (KrV A 125) stellt, so ist dies eindeutig ein Bezug auf die Kommunikation mit dem Anderen. Ähnlich stellt Annemarie Pieper fest: „Wenn er [= Kant] von ,Bewußtsein überhaupt‘, ,transzendentaler Apperzeption‘ und dergleichen spricht, so ist damit eine apriorische Struktureigentümlichkeit menschlichen Denkens schlechthin gemeint, die gerade das die Menschen als Menschen miteinander Verbindende, ihr Miteinander-Kommunizieren Ermöglichende beinhaltet.“ Insbesondere ist auch der Prozess der sittlichen Willensbildung „ein interpersonales Geschehen, in welchem sich Freiheit ursprünglich mit Freiheit verbindet und dadurch die Verbindlichkeit sittlicher Praxis begründet. Sittliche Willensbestimmung ist somit ein Akt freier Anerkennung anderer Freiheit, in welchem das Ich im anderen Ich zugleich sich selbst anerkennt.“ Richard Rorty hebt hervor, dass die Praxis der Diskursethik „Ausdruck der Gewohnheiten der heutigen liberalen Gesellschaften“ sei. Ähnlich kennzeichnet Michael Walzer die Diskursethik als „eine abstrakte Version der zeitgenössischen demokratischen Kultur“.
Adela Cortina vertritt die Auffassung, dass die bisherigen Konzeptionen der Diskursethik in Bezug auf den moralischen Standpunkt hinter dem Anspruch Kants zurückbleiben, weil sie Kants grundlegende These „Es ist überall nichts in der Welt, ja auch außerhalb derselben zu denken möglich, was ohne Einschränkung für gut gehalten werden könnte als allein ein guter Wille“ außer Acht lässt. „Das Übergehen vom Formalismus [Kants] in den Prozeduralismus [der Diskursethik], von der transzendentalen Logik in die Transzendental- bzw. Universalpragmatik, hat entscheidende Folgen für das autonome Subjekt, und somit für den ‚moralischen Standpunkt‘. Wesentliche Dimensionen dieses Standpunktes werden nun nämlich außer Acht gelassen, wie z. B. die moralische Triebfeder, das Gebiet der inneren Freiheit, der Selbstzwang, die spezifisch moralische Art von Zumutbarkeit, die Urteilsinstanz des moralischen Urteils und sogar die regulative Idee, an der sich die spezifisch moralische Gesetzgebung orientiert.“ Cortina hält Habermas einen „pragmatischen Sozialismus“ vor, der Gerechtigkeit und Solidarität betont und die Autonomie vernachlässigt. Mit der Diskursethik kann man Menschenrechte begründen, erhält aber keine Handlungsanleitungen für das einzelne moralische Subjekt. Da der praktische Diskurs nicht den Konsens einer idealen Argumentationsgemeinschaft widerspiegelt, bedarf es des moralisch guten Willens, damit das Subjekt sich zumindest hypothetisch das Ergebnis eines idealen Diskurses vorstellen kann. Ohne eine solche Messlatte gibt es in der empirischen Realität keine Orientierung. Habermas aber ersetzt die moralische Einsicht durch die bindenden Regeln des Rechts. Die Beschränkung auf die Begründung von Normen reicht nicht zur Begründung einer Moral. Als Ursache sieht Cortina eine „Verwechslung des moralischen mit dem politischen Willen“. Ihre Schlussfolgerung lautet: „Nur der gute Wille der Betroffenen, ihre Bereitschaft, nur verallgemeinerbare Interessen zu verteidigen, sichert die moralische Richtigkeit des Resultats. Also ist der gute Wille konstitutiv für die moralische Richtigkeit (von Normen).“ Als Konsequenz aus dieser Einsicht fordert Cortina eine diskursethische Tugendlehre.
Ernst Tugendhat kritisiert in der Auseinandersetzung mit Habermas, dass man auch aus einem idealen Diskurs keine Schlussfolgerung auf die Gültigkeit moralischer Prinzipien ziehen kann, ohne bereits eine egalitäre Moral zu unterstellen. Insofern ist die Begründung der Diskursethik zirkulär. In „Wahrheitstheorien“ (1973) hatte Habermas noch zur Bedingung gemacht, dass „zum Diskurs nur Sprecher zugelassen sind, die als Handelnde die gleichen Chancen haben […] zu befehlen und sich zu widersetzen, zu erlauben und zu verbieten […]“ Demnach könnten z. B. Sklaven nicht in einen Diskurs mit Sklavenhaltern treten. An dieser Einschränkung der idealen Sprechsituation scheitert die Universalisierbarkeit. In der späteren Fassung der Diskursregeln (1983, s. o.) fehlt diese einschränkende Bedingung. Habermas fordert dann aber, dass der, der in den Diskurs eintritt, implizit das Universalisierungsprinzip anerkennt. Das ist für Tugendhat nun nicht mehr als eine Tautologie. („Wenn man das Universalisierungsprinzip anerkennt, gilt das Universalisierungsprinzip“) In Hinblick auf das Prinzip „D“ des realen Diskurses kritisiert Tugendhat wie etwa Cortina, dass Habermas hier die politische Ebene mit der moralischen vermischt. Entscheidungen nach dem Mehrheitsprinzip sind nicht universell, sondern die Dezision einer Mehrheit. „Die Annahme, dass konkrete moralische Fragen durch einen realen Diskurs entschieden werden können oder gar sollen, erscheint nicht nur unbegründet, sondern auch abwegig.“ Insbesondere ist ein Konsens nicht zu erzielen, wenn in Dilemma-Situationen die Betroffenen in den Diskurs einbezogen werden. Tugendhat verdeutlicht dies mit einem in der Moralphilosophie verbreiteten, drastischen Gedankenexperiment, in dem in einer Klinik fünf sterbenskranke Patienten auf eine Organtransplantation warten und ein anderer, in dieser Hinsicht gesunder Patient über die benötigten Organe verfügt. Niemand in einer neutralen Situation würde wohl einem Konsens zustimmen, dass der gesunde Patient zur Erhaltung von fünf Leben geopfert werden müsse.
Gerhard Schönrich weist darauf hin, dass das Universalisierungsprinzip der Diskursethik keinen Ansatz zur Konfliktlösung bietet, wenn ein grundsätzlicher Dissens besteht. „Wenn die Zustimmung zur Nebenfolge nicht gegeben werden kann, dann ist sie der inneren Logik des Universalisierungsprinzips (U) zufolge der Norm insgesamt zu versagen.“ Der Grund liegt in der auch von der Diskursethik anerkannten Selbstgesetzgebung des Menschen. Eine Norm ist nur universal, wenn der einzelne ungehindert seine Stellungnahme vertreten kann. Damit besteht auch die Möglichkeit, sich der gemeinsamen Lösung zu entziehen. „Die von der Diskursethik vorgeschlagene interpersonale Verallgemeinerung muß daher systematisch durch eine vorgängige intrapersonale Verallgemeinerung ergänzt werden.“ Schönrich bezweifelt weiterhin, dass das Konzept der Rollenübernahme dazu geeignet ist, die Position eines anderen Diskursteilnehmers nachvollziehbar zu machen. Für ihn ist „nicht zu sehen, wie der Emotivismus ausgeschaltet wird, wie also aus der behaupteten Einfühlung die rational kontrollierte Perspektivenübernahme hervorgeht.“ Die Perspektivenübernahme ist eine Fremddeutung, die notwendig eine Interpretation bleibt und damit von der Subjektivität nicht befreit ist. Die individuelle Selbstdeutung ist durch den Rollentausch nicht zu kontrollieren. Im übrigen setzt die Idee des Rollentausches logisch bereits ein Selbst voraus, dass der kommunikativen Situation vorgängig ist.
Jean-François Lyotard stellt zur Diskursethik kommentierend fest: „Der Konsens ist ein veralteter und suspekter Wert geworden. Ganz anders die Gerechtigkeit. Man muß daher zu einer Idee und Praxis der Gerechtigkeit gelangen, die nicht an jene des Konsenses gebunden ist.“ Insbesondere die Annahme der Wahrhaftigkeit im Diskurs ist uneinlösbar. Gerechtigkeit beinhaltet im Verständnis Lyotards die Anerkenntnis der Heterogenität der Sprachspiele in den verschiedenen Diskursarten, so dass diese nicht entscheidbar, sondern hinzunehmen sind. Das Verhältnis zum Anderen ist nicht bestimmt durch das wechselseitige Anerkennen von Freiheit, sondern durch das gegenseitige Erleiden des anderen Standpunkts. Die Universalisierung eines Standpunkts ist deshalb nicht möglich.  Seiner Kritik, dass es für den Konflikt der Pluralität verschiedener Diskursarten kein Metaprinzip gibt, um einen Konsens zu finden, begegnen die Diskursethiker mit dem Argument, dass der ideale Diskurs aufgrund der Vernunft der Beteiligten auch zu einem Wertekonsens und damit zu einer höherstufigen rationalen Lösung führe. Apel gesteht zu, dass Diskursethik nicht paternalistisch  sein dürfe, weil darin durchaus die Gefahr des Totalitarismus liege, kommentiert aber: „Andererseits jedoch mutet es als absurd an, wenn angesichts der internationalen Herausforderung der ökologischen Krise und angesichts der erstmals unausweichlichen Notwendigkeit des Zusammenlebens verschiedener soziokultureller Lebensformen die diskursethische Konsensbildung als Gefahr für die individuellen Differenzen denunziert wird (so z. B. durch Lyotard);“
Aus der Sicht von Seyla Benhabib werden durch die rein auf die Rationalität ausgerichtete Diskursethik gefühlsmäßige Reaktionen in der Kommunikation vernachlässigt. „Eine der Hauptschwächen kognitiver und prozeduraler Ethiktheorien seit Kant besteht darin, dass sie die emotionalen und affektiven Grundlagen des moralischen Urteilens und Verhaltens vernachlässigen.“ Zum Menschen gehört, dass er ein körperhaftes, endliches, leidendes und gefühlbegabtes Wesen ist. Anders als Habermas/Apel betrachtet Benhabib nicht den Konsens, sondern das gegenseitige Verstehen als das sinnvolle Ziel eines Diskurses: „Konsens allein kann niemals ein Kriterium sein, weder für Wahrheit noch für moralische Gültigkeit. Philosophisch relevant ist vielmehr die Rationalität des Verfahrens, das zum Einverständnis führen soll. Man darf Konsens nicht als Endziel verstehen, sondern als Prozess, als gemeinschaftliche Suche nach Wahrheit und Gültigkeit.“ Die Idee des Konsenses impliziert bereits eine Gemeinschaft und eine Orientierung an einer Gemeinschaft: „Wenn ich ein Gespräch führen will, muss ich zuhören können, ich muss im Stande sein, Deinen Standpunkt zu verstehen; kann ich das nicht, hört das Gespräch auf, entwickelt sich zu einem Streit oder kommt gar nicht erst in Gang. Diskursethik projiziert solche Moralgespräche, die auf wechselseitiger Achtung beruhen, auf eine utopische Gemeinschaft der Menschheit.“
Für Julian Nida-Rümelin ist die Diskursethik „ein wichtiger Bestandteil einer umfassenden normativen Ethik“. Sie ist jedoch zu sehr am homo disputans orientiert. Ein wesentliches Problem sieht er darin, dass Normen  für ihre Geltung der Zustimmung aller in einem praktischen Diskurs bedürfen. Dies kann in der Praxis aber nicht gewährleistet werden. „Die Diskursethik bietet kein Kriterium, Gerechtigkeitsfragen zu klären. Der Interessengegensatz lässt sich nur durch inhaltliche ethische Maßstäbe und nicht durch Rekurs auf die Individualinteressen und die Bereitschaft, diese in einen zwanglosen Diskurs einzuführen, lösen. Kooperation im Sinne struktureller Rationalität verlangt nach einem normativen Standpunt, der über die Sicherung der Kommunikationsvoraussetzungen hinausgeht.“ Die Diskursethik setzt strukturell rationale Akteure voraus und kann Geltung nur unter diesen Idealbedingungen beanspruchen.

### Primärwerke
- Karl-Otto Apel: Das Apriori der Kommunikationsgemeinschaft und die Grundlagen der Ethik: Zum Problem einer rationalen Begründung der Ethik im Zeitalter der Wissenschaft. In: Ders.: Transformation der Philosophie. Frankfurt a. M. 1973, Bd. 2, S. 358–435 (Orig.: 1972).
- Karl-Otto Apel: Diskurs und Verantwortung. Das Problem des Übergangs zur postkonventionellen Moral. Frankfurt am Main: Suhrkamp, 1988.
- Jürgen Habermas: Moralbewußtsein und kommunikatives Handeln. Frankfurt am Main: Suhrkamp, 1983. (Texte online, Link zurzeit inaktiv)
- Jürgen Habermas: Erläuterungen zur Diskursethik. Frankfurt am Main: Suhrkamp, 1991. (Texte online, Link zurzeit inaktiv)
- Wolfgang Kuhlmann: Reflexive Letztbegründung. Untersuchungen zur Transzendentalpragmatik. Freiburg/München: Alber, 1985.
- Wolfgang Kuhlmann: Beiträge zur Diskursethik: Studien zur Transzendentalpragmatik. Königshausen & Neumann, Würzburg 2006, ISBN 978-3-8260-3321-6.

### Sekundärliteratur
Aufsatzsammlungen
- Karl-Otto Apel, Matthias Kettner (Hrsg.): Zur Anwendung der Diskursethik in Politik, Recht und Wissenschaft. Suhrkamp, Frankfurt 1992, ISBN 978-3-518-28599-2.
- Dietrich Böhler, Matthias Kettner, Gunnar Skirbekk: Reflexion und Verantwortung. Auseinandersetzungen mit Karl-Otto Apel. Suhrkamp, Frankfurt 2003, ISBN 3-518-29218-8.
- Holger Burckhart, Horst Gronke (Hrsg.): Philosophieren aus dem Diskurs: Beiträge zur Diskurspragmatik. Festschrift für Dietrich Böhler, Königshausen & Neumann, Würzburg 2002, ISBN 978-3-8260-2334-7.
- Niels Gottschalk-Mazouz (Hrsg.): Perspektiven der Diskursethik. Königshausen & Neumann, Würzburg 2004 (Einleitung (Memento vom 7. Juni 2007 im Internet Archive); PDF; 91 kB)
- Wolfgang Kuhlmann (Hrsg.): Moralität und Sittlichkeit. Das Problem Hegels und die Diskursethik. Suhrkamp, Frankfurt 1986, ISBN 978-3-518-28195-6.
- Heinz-Ulrich Nennen (Hrsg.): Diskurs. Begriff und Realisierung. Königshausen & Neumann, Würzburg 2000, ISBN 978-3-8260-1754-4.
- Marcel Niquet/Francisco J. Herrero/Michael Hanke (Hrsg.): Diskursethik. Grundlegungen und Anwendungen. Königshausen & Neumann, Würzburg 2001, ISBN 978-3-8260-2112-1.

Monografien
- Dietrich Böhler: Verbindlichkeit aus dem Diskurs: Kommunikatives Denken und Verantwortung. Alber, Freiburg 2012, ISBN 978-3-495-48187-5.
- Klaus Günther: Der Sinn für Angemessenheit. Anwendungsdiskurse in Moral und Recht. Suhrkamp, Frankfurt 1988, ISBN 978-3-518-57927-5.
- Matthias Kettner: Diskursethik: Moralische Vernunft in der Praxis. Suhrkamp, Frankfurt 2013, ISBN 978-3-518-29219-8.
- Niels Gottschalk-Mazouz: Diskursethik. Theorien – Entwicklungen – Perspektiven, Akademie-Verlag, Berlin 2000, ISBN 978-3-05-003574-1.
- Gerhard Schönrich: Bei Gelegenheit Diskurs. Von den Grenzen der Diskursethik und dem Preis der Letztbegründung. Suhrkamp, Frankfurt am Main 1994. (stw; 1111), ISBN 3-518-28711-7.
- Uwe Steinhoff: Kritik der kommunikativen Rationalität. Eine Darstellung und Kritik der kommunikationstheoretischen Philosophie von Jürgen Habermas und Karl-Otto Apel. Mentis, Paderborn 2006, ISBN 3-89785-473-2.
- Peter Ulrich: Integrative Wirtschaftsethik. Grundlagen einer lebensdienlichen Ökonomie. 4. Auflage. Bern/Stuttgart/Wien: Paul Haupt, 2008, ISBN 978-3-258-07261-6.
- Allbrecht Wellmer: Ethik und Dialog. Elemente des moralischen Urteils bei Kant und in der Diskursethik. Suhrkamp, Frankfurt 1986, ISBN 978-3-518-28178-9.
- Micha H. Werner: Diskursethik als Maximenethik: Von der Prinzipienbegründung zur Handlungsorientierung, Königshausen & Neumann, Würzburg 2003, ISBN 978-3-8260-2444-3.
- Günther Witzany: Transzendentalpragmatik und Ek-sistenz. Normenbegründung – Normendurchsetzung, Essen 1991, ISBN 3892063176.